# نظام عالمي لرصد المحيطات

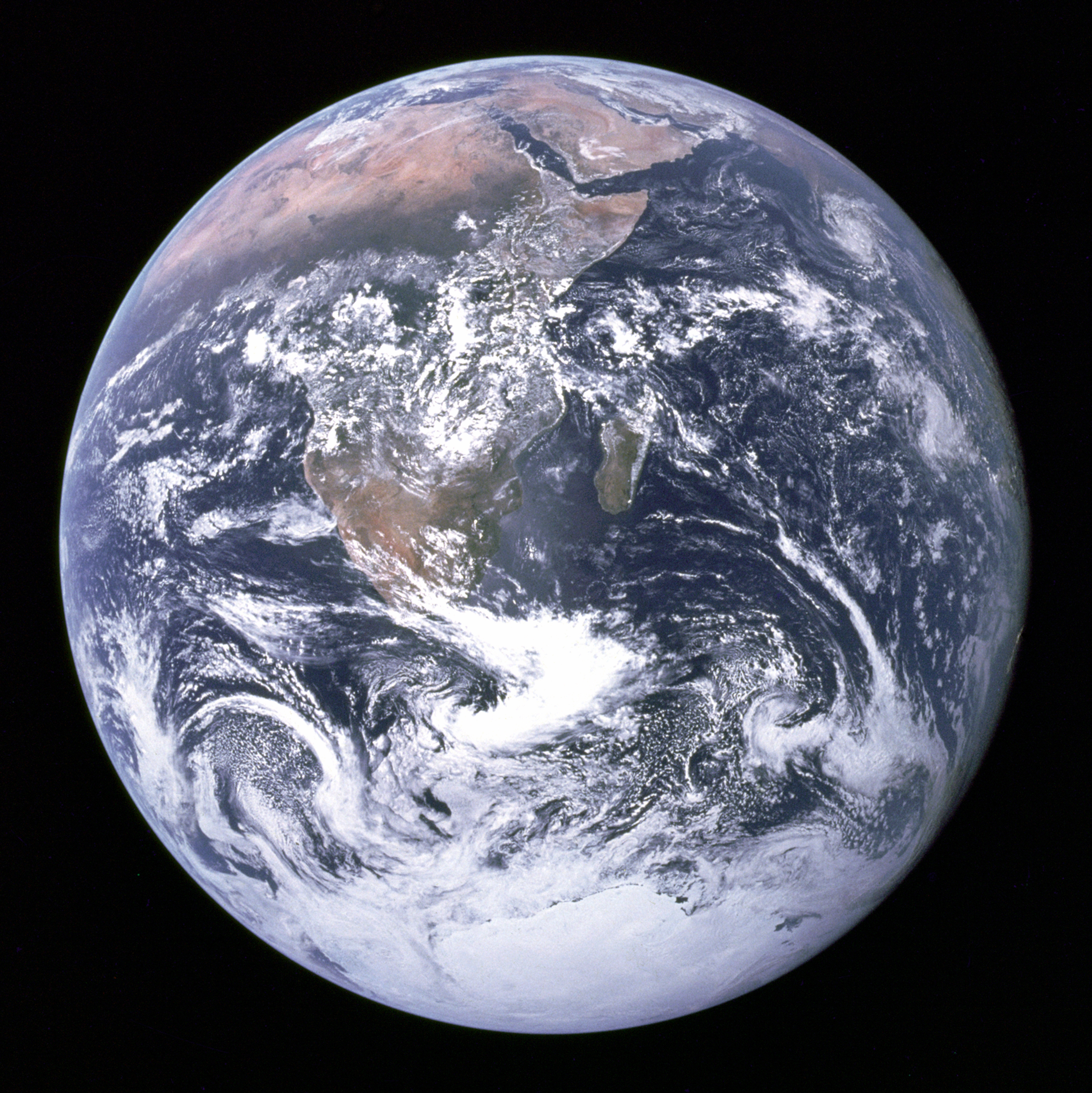

النظام العالمي لرصد المحيطات (GOOS) هو نظام عالمي للرصد المستمر للمحيطات يضم المكون الأوقيانوغرافي للنظام العالمي لنظم رصد الأرض . ويتم إدارة النظام من قبل اللجنة الأوقيانوغرافية الحكومية الدولية (IOC)، وينضم إلى النظام العالمي لرصد المناخ، والنظام العالمي لرصد الأرض، باعتبارها اللبنات الأساسية لنظام GEOSS.
يُعتبر النظام منصة من أجل:
- التعاون الدولي من أجل المراقبة المستمرة للمحيطات.
- جيل من المنتجات والخدمات الأوقيانوغرافية.
- التفاعل بين مجتمعات البحث والتشغيل والمستخدمين.

كما يخدم الباحثين الأوقيانوغرافيين ومديري المناطق الساحلية والأطراف في الاتفاقيات الدولية ووكالات الأرصاد الجوية والأوقيانوغرافية الوطنية والمكاتب الهيدروغرافية والصناعات البحرية والساحلية وصناع السياسات وعامة الجمهور المهتم.

## التكامل بين نظام GOOS والنظام العالمي لرصد الأرض (GEOSS)
من خلال التنسيق بين الأنظمة المختلفة لرصد الأرض، يساهم النظام العالمي لرصد المحيطات (GOOS) في تعزيز التعاون مع النظام العالمي لرصد الأرض (GEOSS). يُعد GEOSS نظام منسق يشمل مجموعة من أنظمة الرصد البيئي المستقلة التي تتبادل البيانات والمعلومات عبر الإنترنت ومن خلال الأقمار الصناعية. تمامًا مثل GOOS، يعزز GEOSS الوصول إلى المعلومات البيئية المتنوعة التي يتم جمعها من قبل الدول والمنظمات حول العالم، مما يساعد في تعزيز القدرات التنبؤية وتحسين اتخاذ القرارات في قضايا مثل التغير المناخي وحماية المحيطات. يوفر GEOSS من خلال منصاته المختلفة، مثل "GEOSS Portal" و"GEONETCast"، وصولاً موثوقًا ومباشرًا إلى البيانات البيئية المتنوعة، مما يسهم في تحقيق رؤية شاملة لرصد المحيطات والبيئة الأرضية.

## روابط خارجية
1. ↑  "https://www.ioc.unesco.org/en". www.ioc.unesco.org. اطلع عليه بتاريخ 2025-01-10. {{استشهاد ويب}}: روابط خارجية في |عنوان= (مساعدة)
2. ↑  "Global Ocean Observing System – GOOS is the global home of ocean observing expertise and systematic coordination" (بالإنجليزية الأمريكية). Retrieved 2025-01-10.
3. ↑  "GEOSS". old.earthobservations.org. اطلع عليه بتاريخ 2025-01-10.

- GOOS ويب